# 1857 w muzyce
Wydarzenia muzyczne w 1857 roku.

## Wydarzenia
- 7 stycznia – w Weimarze odbyła się premiera II Koncertu fortepianowego Ferenca Liszta[1][2]
- 15 stycznia – w paryskiej Salle Choiseul odbyła się premiera operetki Les trois baisers du diable Jacques’a Offenbacha[1][2][3]
- 20 stycznia – w wiedeńskiej Sophiensaal miała miejsce premiera walca „Paroxysmen” op.189 Johanna Straussa (syna)[1][2]
- 21 stycznia – w wiedeńskim Sperl Ballroom miała miejsce premiera „Demi-Fortune” op.186 Johanna Straussa (syna)[1][2]
- 22 stycznia – w Berlinie odbyła się premiera Sonaty h-moll S.178 Ferenca Liszta[1][2][4]
- 26 stycznia – w paryskim Théâtre Favart miała miejsce premiera opery Psyché Ambroise’a Thomasa[1][2]
- 27 stycznia – w wiedeńskiej Sophiensaal miała miejsce premiera walca „Controversen” op.191 Johanna Straussa (syna)[1][2]
- 2 lutego – w wiedeńskiej Sophiensaal miała miejsce premiera „La Berçeuse” op.194 Johanna Straussa (syna)[1][2]
- 3 lutego – w wiedeńskim Sperl Ballroom miała miejsce premiera „Herzel-Polka” op.188 Johanna Straussa (syna)[1][2]
- 11 lutego – w wiedeńskim Sperl Ballroom miała miejsce premiera „Une Bagatelle” op.187 Johanna Straussa (syna)[1][2]
- 12 lutego – w paryskiej Salle Choiseul odbyła się premiera operetki Croquefer, ou Le dernier des paladins Jacques’a Offenbacha[1][2]
- 15 lutego – w Paryżu odbyła się premiera Symphony in F major 'Urbs Roma' Camille’a Saint-Saëns[1][2]
- 17 lutego – w wiedeńskiej Sophiensaal miała miejsce premiera walca „Phänomene” op.193 Johanna Straussa (syna)[1][2]
- 18 lutego – w Getyndze odbyła się premiera pieśni „Liebestreu” op.3/1 Johannesa Brahmsa[1][2]
- 23 lutego – w wiedeńskim Sperl Ballroom miała miejsce premiera walca „Wien, mein Sinn!” op.192 Johanna Straussa (syna)[1][2]
- 12 marca – w weneckim Teatro La Fenice odbyła się prapremiera opery Simon Boccanegra Giuseppe Verdiego[1][2]
- 19 marca – w Wilnie odbyła się premiera „Uwertury wojennej” na orkiestrę Stanisława Moniuszki[1][2]

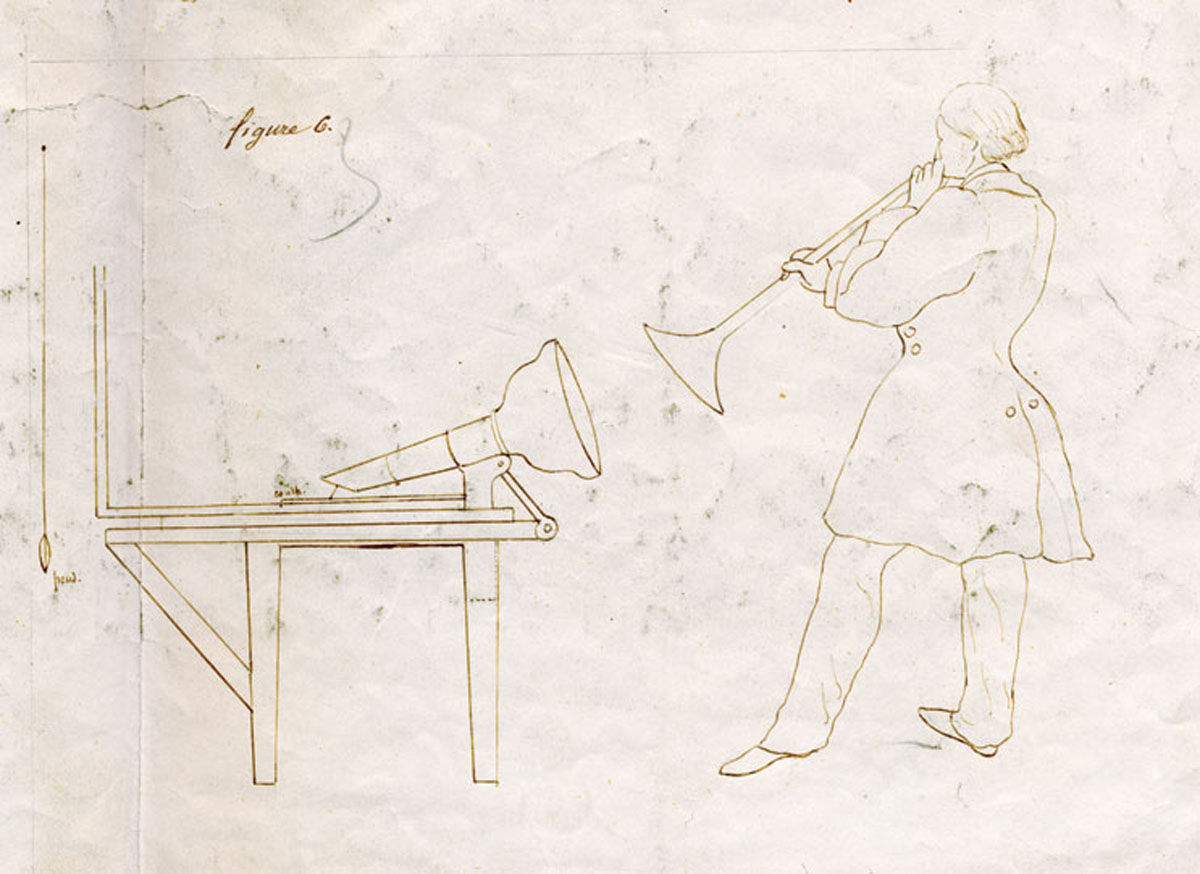
Rysunek przedstawiający sesję nagraniową na fonautograf dołączony do wniosku patentowego z dnia 24 marca 1957

- 24 marca – Édouard-Léon Scott de Martinville złożył wniosek o patent na fonautograf, pierwsze urządzenie do zapisu dźwięku[5]
- 1 kwietnia – w Operze paryskiej miała miejsce premiera baletu Marco Spada, ou La fille du bandit Daniela Aubera[1][2]
- 9 kwietnia – w paryskim Théâtre des Bouffes-Parisiens miała miejsce premiera operetki Le docteur Miracle Georges’a Bizeta[1][2]
- 21 kwietnia – w paryskim Kościele Saint Merri miała miejsce premiera Mass op.4 Camille’a Saint-Saëns[1][2]
- 27 kwietnia – w paryskiej Salle Érard miała miejsce premiera „Sonate de Concert” op.47 Valentina Alkana[1][2]
- 28 kwietnia – w paryskiej Salle Pleyel miała miejsce premiera „Tarantelle” op.6 Camille’a Saint-Saëns[1][2]
- 30 kwietnia – w paryskiej Salle Choiseul odbyła się premiera operetki Dragonette Jacques’a Offenbacha[1][2][6]
- 3 maja – w wiedeńskim Ungers Casino miała miejsce premiera „Etwas Kleines” op.190 Johanna Straussa (syna)[1][2]
- 16 maja – w paryskiej Salle Choiseul odbyła się premiera operetki Vent du soir, ou L'horrible festin Jacques’a Offenbacha[1][2]
- 18 maja – patent na fonautograf Édouarda Scotta de Martinville’a został zarejestrowany pod nr 31470 we francuskim Institut National de la Propriété Industriell, a opublikowany w 1867 roku pod numerem 17897[5]
- 17 lipca – w Klasztorze Sankt Florian miała miejsce premiera nowej wersji kantaty „Heil Vater! Dir zum hohen Feste” Antona Brucknera[1][2]
- 27 lipca – w paryskim Théâtre des Bouffes-Parisiens odbyła się premiera operetki Une demoiselle en loterie Jacques’a Offenbacha[1][2]
- 16 sierpnia – w Rimini w Teatro Nuovo Comunale miała miejsce premiera opery Aroldo Giuseppe Verdiego[1][2]
- 3 września – w Weimarze odbyła się premiera „Weimars Volkslied” S.87 Ferenca Liszta[1][2]
- 4 września – w Weimarze odbyła się premiera „Festvorspiel” S.356 Ferenca Liszta[1][2][7]
- 5 września – w Weimarze odbyła się premiera poematu symfonicznego No. 12 Die Ideale S.106[8] oraz Faust Symphony (Eine Faust-Symphonie in drei Charakterbildern) S.108[9] Ferenca Liszta[1][2]
- 6 września – w Pawłowsku odbyła się premiera „Telegrafische Depeschen” op.195 oraz „Le beau monde” op.199 Johanna Straussa (syna)[1][2]
- 21 września – w Operze paryskiej miała miejsce premiera baletu Le cheval de bronze Daniela Aubera[1][2]
- 10 października – w Paryżu odbyła się premiera wodewilu Le Mariage aux lanternes Jaques'a Offenbacha[10]
- 7 listopada – w Dreźnie odbyła się premiera Symfonii dantejskiej S.109 Ferenca Liszta[1][2][11]
- 10 listopada – we Wrocławiu odbyła się premiera poematu symfonicznego No. 8 Héroïde funèbre S.102 Ferenca Liszta[1][2]
- 13 listopada – w paryski Théâtre des Bouffes-Parisiens miała miejsce premiera operetki Les deux pêcheurs Jacques’a Offenbacha[1][2][12]
- 22 listopada – w Kościele Saint Eustache w Paryżu miała miejsce premiera „Messe solennelle” Ambroise’a Thomasa[1][2]
- 9 grudnia – w paryskim Théâtre Favart miała miejsce premiera opery Le carnaval de Venise Ambroise’a Thomasa[1][2]
- 29 grudnia – w Weimarze odbyła się premiera poematu symfonicznego No. 11 Hunnenschlacht S.105 Ferenca Liszta[1][2]

## Urodzili się
- 17 stycznia – Wilhelm Kienzl, niemiecki kompozytor i dyrygent (zm. 1941)
- 2 lutego – Jan Drozdowski, polski pianista i dyrygent (zm. 1918)
- 3 marca – Alfred Bruneau, francuski kompozytor (zm. 1934)
- 24 marca – Josef Schalk, austriacki pianista, dyrygent i pedagog (zm. 1900)
- 14 kwietnia – Edgar Stillman Kelley, amerykański kompozytor, pianista, pedagog i dyrygent (zm. 1944)
- 19 kwietnia – Josef Chládek, czeski kompozytor i pedagog (zm. 1917)
- 23 kwietnia – Ruggero Leoncavallo, włoski kompozytor operowy (zm. 1919)
- 29 kwietnia – František Ondříček, czeski skrzypek i kompozytor (zm. 1922)
- 9 maja – Luigi Illica, włoski librecista (zm. 1919)
- 2 czerwca – Edward Elgar, brytyjski kompozytor (zm. 1934)
- 8 sierpnia – Cécile Chaminade, francuska kompozytorka i pianistka (zm. 1944)
- 18 sierpnia – Eusebius Mandyczewski, austriacki muzykolog i kompozytor pochodzenia rumuńskiego (zm. 1929)
- 12 października – Władysław Pachulski, polski skrzypek i pianista (zm. 1919)
- 4 listopada – Stanisław Niewiadomski, polski kompozytor, dyrygent, krytyk muzyczny, pedagog (zm. 1936)
- 3 grudnia – Mathilde Kralik, austriacka kompozytorka i pianistka okresu późnego romantyzmu (zm. 1944)
- 6 grudnia – Ludwik Gieryng, polski muzyk kościelny, dyrygent orkiestr i chórów, pedagog, organista (zm. 1923)
- 12 grudnia – Lillian Nordica, amerykańska śpiewaczka operowa (sopran) (zm. 1914)
- 15 grudnia – Eugeniusz Pankiewicz, polski kompozytor i pianista (zm. 1898)
- 30 grudnia – Sylvio Lazzari, francuski kompozytor pochodzenia austriackiego (zm. 1944)

Data dzienna nieznana
- Erazm Dłuski, polski kompozytor, pianista, pedagog (zm. 1923)

## Zmarli
- 14 lutego – Johannes Bernardus van Bree, holenderski kompozytor, dyrygent i skrzypek (ur. 1801)
- 15 lutego – Michaił Glinka, rosyjski kompozytor (ur. 1804)
- 15 lipca – Carl Czerny, austriacki pianista, kompozytor i pedagog pochodzenia czeskiego (ur. 1791)
- 16 lipca – Pierre-Jean de Béranger, francuski poeta i autor piosenek, zwany klasykiem piosenki (ur. 1780)
- 18 września – Karol Kurpiński, polski kompozytor, przedstawiciel późnego klasycyzmu, dyrygent i pedagog (ur. 1785)
- 14 października – Ignacy Komorowski, polski kompozytor (ur. 1824)
- 30 października – Józef Winnicki, polski aktor, śpiewak i przedsiębiorca teatralny, dyrektor teatrów prowincjonalnych (ur. 1789)

Data dzienna nieznana
- Aleksander Wicherski, polski kompozytor, krytyk muzyczny, malarz, poeta (ur. 1809)

## Muzyka poważna
- 15 listopada – w paryskim żurnalu La Maîtrise opublikowano „Pater noster” Giacomo Meyerbeera[1][2][13]

## Nagrody
- 3 października – kantata „Clovis et Clotilde” Georges’a Bizeta zdobywa nagrodę Prix de Rome[1][2]